# (1516) Henry
(1516) Henry es un asteroide que forma parte del cinturón de asteroides y fue descubierto por André Patry desde el Observatorio de Niza, Francia, el 28 de enero de 1938.

## Designación y nombre
Henry recibió inicialmente la designación de 1938 BG.
Más adelante se nombró en honor de los astrónomos franceses Paul-Pierre Henry (1848-1905) y Mathieu-Prosper Henry (1849-1903).

## Características orbitales
Henry está situado a una distancia media de 2,622 ua del Sol, pudiendo alejarse hasta 3,107 ua y acercarse hasta 2,137 ua. Tiene una excentricidad de 0,1849 y una inclinación orbital de 8,745°. Emplea 1551 días en completar una órbita alrededor del Sol.